# Armand le vampire
Pour les articles homonymes, voir Armand.
 (juillet 2023).
Armand le vampire (titre original : The Vampire Armand), sixième volet des Chroniques des vampires paru en 1998, raconte la vie du vampire Armand.

## Résumé
Armand est né en 1481 à Kiev, à l'époque ville russe, où il était voué à une existence monastique. Fameux peintre d'icônes, à la russe (or, pierres précieuses, froideur des visages, support de bois, pigments dilués dans le jaune d'œuf…), il fut enlevé et réduit en esclavage. On le vendit finalement à Venise, où Marius le recueillit. Là, celui qui portait le nom d'Andrei, son vrai nom russe, devint Amadeo. Marius lui fit découvrir les joies de la vie vénitienne, son luxe, ses arts, ses plaisirs, avant de le transformer, sans quoi Amadeo serait mort d'un coup d'épée dont la lame a été empoisonnée par Lord Harlech. Marius choisit donc de faire d'Amadeo un vampire en 1498, tout comme lui. 
Après plusieurs péripéties, Amadeo prit son nom final, Armand, aux côtés des vampires des clans de Paris et de Rome. Ceux de Rome, dirigés pas Santino, lui prirent tout ce qu'il aimait, allant même jusqu'à l'obliger à tuer son meilleur ami pour le plonger dans la pénitence. Il vécut des années fort sombres par la suite, et fonda un obscur clan sataniste à Paris. Puis il rencontra Lestat, qui lui fit comprendre le non-sens de ses années de pénitence ténébreuses et leur absurdité. Alors, pour ne pas sombrer dans la folie, Armand rejoignit le Théâtre des vampires, fondé par Nicolas, avec les quelques survivants de son clan qui lui restaient fidèles. Le Théâtre des Vampires était en fait un présent de Lestat.
Cette aventure se termina 80 années plus tard environ, lorsque Louis de Pointe du Lac et la charmante Claudia, enfant vampire, vinrent demander à Armand quelques réponses à des questions métaphysiques. Les vampires du Théâtre des Vampires condamnèrent ensuite Claudia au pire des supplices: mourir brûlée par le soleil.
À la suite de cette mort terrible, Louis, fou de rage, mit le feu au Théâtre, puis, devant tant de solitude et de douleur, Armand et Louis vécurent ensemble pendant un certain temps jusqu'à ce qu'ils se séparent d'un commun accord. Armand vécut de nouveau un temps de solitude complète avant de faire de Daniel son nouveau compagnon. Ce dernier n'étant en fait que le journaliste qui écrivit l'histoire de Louis dans le livre d'Entretien avec un vampire. Après avoir vécu environ 10 ans une relation des plus étranges avec Daniel, Armand se décide enfin à lui donner le don obscur en faisant de lui son novice (voir La Reine des damnés).
La rédemption d'Armand ne vint que tardivement, lorsque Lestat ramène directement des Enfers le voile de Béatrice, lequel sera dévoilé par son amante humaine en pleine messe à St Patrick, Armand ancien religieux choisi de s'immoler au soleil pour prouver la véracité de leurs existences, mais son ancienneté et sa résistance le font s'élever puis chuter gravement brûler sur un toit de New York, il y est secouru par deux jeunes mortels qui lui donneront enfin l'amour dont il avait besoin.